# Joseph Keilberth
Joseph Keilberth (Karlsruhe, 19 aprile 1908 – Monaco di Baviera, 20 luglio 1968) è stato un direttore d'orchestra tedesco.
Iniziò gli studi musicali nella città natale, nella quale, in seguito, divenne Maestro ripetitore all'Opera prima, e direttore generale della musica poi. Fu poi nominato primo direttore al Teatro Tedesco di Praga, fino a diventare direttore generale all'Opera di Dresda (1945-1951). Dal 1948 al 1951 diresse lo Staatsoper Unter den Linden di Berlino.
Fondò l'Orchestra sinfonica di Bamberga prima di passare all'Opera di Stato della Baviera. Dal 1952 al 1956 diresse regolarmente al Festival di Bayreuth, imponendosi come uno dei più importanti direttori di scuola tedesca, soprattutto nel repertorio wagneriano, straussiano, nonché di Beethoven, Brahms, Bruckner, Pfitzner e Reger.
Muore a Monaco durante una rappresentazione di Tristano e Isotta di Richard Wagner all’Opera di Stato della Baviera.